# Піплметр
Піплметр (чи ТБметр) (англ. Peoplemeter — букв. «вимірювач аудиторії») — спеціальний електронний пристрій, що під'єднується до телевізора, і призначений для збору відомостей про аудиторію телебачення. ТБметр фіксує інформацію про проглянуті телепередачі, час, впродовж якого здійснювався перегляд. На підставі даних, що збираються за допомогою цієї технології, формуються такі статистичні показники, як, наприклад, рейтинг і доля ефірної події, телеканалу. Можна також проаналізувати соціально-демографічний профіль аудиторії.
ТБметр підключається до будь-якого типу телевізорів, включаючи LCD-панелі. Технологія вимірів аудиторії телебачення за допомогою ТБметрів використовується у багатьох країнах світу.

## Учасники дослідження. Вибірка
ТБметри (піплметри) встановлюються у сім'ях, які беруть участь в дослідженні. Результати дослідження відбивають звички і переваги перегляду телебачення людьми у віці від 4 років і старше, що мешкають в містах з населенням від 100 тисяч чоловік.
За допомогою спеціального  алгоритму формується панельна вибірка — група учасників дослідження, завдяки яким відбувається збір інформації. Вона створюється таким чином, що повністю репрезентує населення в мініатюрі. Тобто співвідношення жінок, чоловіків і дітей різного віку, а також людей з різним рівнем достатку, освіти і іншим набором необхідних параметрів. Ці характеристики називаються «Контрольними параметрами» панелі.
За правилами серед представників вибірки не повинно бути зацікавлених осіб, тобто працівників ЗМІ і PR. Для того, щоб зацікавлені особи жодним чином не могли втрутитися в підрахунок рейтингу, вступити в контакт з учасниками дослідження, підкупити їх і так далі, імена учасників дослідження строго засекречені.
Претендентам на участь в дослідженні пропонується анкета, приблизно такого змісту:
- Чи постійна у вас квартира?
- Чи є у вас дача?
- Чи часто ви від'їжджаєте у відпустку?
- Скільки людей мешкає в квартирі і скільки у вас телевізорів?
- Скільки часу кожен член сім'ї витрачає на перегляд ТБ? (від півгодини і до більше дев'яти годин)
- Які телеканали ви дивитеся?
- Чи дивитеся ви ТБ на роботі, в громадських місцях?
- Чи часто заходять до вас гості?
- Стать, вік, освіта, робота і зайнятість усіх членів сім'ї.
- Чим цікавиться кожен член сім'ї?
- Сімейний прибуток.
- Ваше матеріальне становище. (Від нестачі грошей на їжу до необмеженості в засобах)

## Хід дослідження
У кожному відібраному домогосподарстві (чи у кожній сім'ї) на кожен працюючий і використовуваний телевізор встановлюється ТБметр (піплметр), за допомогою якого відбувається автоматична реєстрація усього перегляду телевізійного контенту.
У основі роботи піплметра нового покоління TV 5000 лежить система Audio Matching System (AMS). Система Audio Matching System розпізнає контент по аудіосигналу, зіставляючи спеціальні еталонні звукові мітки з бази TNS із звуковими мітками, отриманими з ТБметрів.
Учасники дослідження реєструються як глядачі за допомогою пульта дистанційного керування, на якому розташовані кнопки для кожного з членів сім'ї, а також для гостей. Для цього при установці піплметра за кожним членом сім'ї закріплюється своя кнопка. Входячи до кімнати з включеним телевізором, член сім'ї відмічає свою присутність, натискаючи відповідну кнопку. При виході з кімнати глядач повторно натискає свою кнопку, і у цей момент фіксація перегляду припиняється. Впродовж дня піплметр автоматично записує на рахунок кожного глядача усі перемикання, зроблені на цьому телевізорі, і зберігає цю інформацію в пам'яті пристрою.
Щоночі інформація з усіх піплметрів надходить в офіс. Для цього комп'ютер автоматично зв'язується з кожним домогосподарством, що бере участь в дослідженні по телефонній або стільниковій лінії. На підставі офіційних даних про населення і результати настановчого дослідження проводиться відбір учасників проекту.
Потім інформація потрапляє у базу даних, доступну користувачам проекту. Завдяки цим даним експерти в області досліджень і телевізійного програмінгу отримують усю необхідну інформацію про перегляд телевізійного контенту.

## Недоліки виміру телерейтингу за допомогою піплметрів
Попри те, що учасників дослідження підбирають так, щоб створити групу, яка найбільш точно презентує населення усієї країни, спосіб виміру телерейтингу за допомогою піплметрів вважається невдалим і неточним.
Річ у тому, що, за статистикою, учасниками, що погодилися встановити у своїх домах піплметри, є бідні сім'ї. Із ста відсотків сімей, яким було запропоновано взяти участь, велика частина відмовляється, аргументуючи це тим, що вони не вітають вторгнення в їх приватне життя.
У результаті виникає безліч проблем: насправді людей примушують дивитися те, що подобається не їм, а тій самій вибірці; телевізійники вимушені підлаштовуватися саме під учасників дослідження, отже, піддаватися критиці з боку тієї більшості, хто в цю вибірку не входить.
Відмовитися від цієї системи і перейти на точнішу складно. Річ у тому, що рейтинг — телевізійна валюта. Від нього залежить, скільки коштуватиме рекламний час на телеканалі під час тієї або іншої телепередачі. Піплметр — єдиний прилад, які дає можливість отримати підтверджені і незалежні цифри про рейтинг і долю, на які дивляться рекламодавці перед укладенням договору з телеканалом.

## Обробка даних
Уся інформація, отримана з піплметрів, щодня проходить серію перевірок за різними критеріями якості. Методика перевірок і допустимі значення параметрів відповідають стандартам BARB (Broadcasters Audience Research Board, Бюро по дослідженню аудиторії мовлення).
Потім інформація потрапляє до бази даних, доступної користувачам проекту. Завдяки цим даним експерти в області досліджень і телевізійного програмінгу дізнаються, як телеглядачі дивилися телеефір.

## Як використовуються дані проекту
Дані, отримані в ході дослідження, потрібні телеканалам, рекламним агентствам і рекламодавцям, а також продавцям рекламного часу телебачення.
На підставі даних про аудиторію телебачення телеканали формують сітку мовлення, проводять закупівлю телепрограм, планування мовлення, розвиток мережі мовлення тощо.
Рекламодавці і рекламні агентства планують розміщення реклами, проводять оцінку ефективності рекламних кампаній на телебаченні, купівлю рекламних можливостей.
Продавці рекламного часу за допомогою даних проекту TV Index приймають рішення про купівлю рекламного часу на телеканалах, продають рекламні можливості рекламодавцям, агентствам, управляють розміщенням реклами.

## Альтернативні способи вивчення телевізійної аудиторії
Працівники телебачення шукають альтернативні способи отримання відомостей про телерейтинг, але повністю відмовитися від піплметрів на ТБ доки не зміг жоден з каналів.
|  | Система виміру рейтингів за допомогою піплметрів застаріла і досліджує тільки вузький сегмент аудиторії - в основному малозабезпеченої, з низьким рівнем освіти і, як правило, похилого віку. Інші групи людей не бажають встановлювати у себе вдома якісь електронні скриньки. І якби навіть погодилися, ці дані все одно не відповідали б сучасному типу перегляду телепрограм. Піплметри встановлені удома, а люди дивляться телевізор на роботі, в гостях, в дорозі і через Інтернет. Нині немає жодної системи, що достовірно вимірює телерейтинги. Як і що люди дивляться по телевізору, невідомо ані телевізійникам, ані рекламодавцям. |